# 福子内親王
福子内親王（ふくこないしんのう、1676年10月21日（延宝4年9月14日） - 1707年7月31日（宝永4年7月3日）)は、江戸時代の皇族。霊元天皇の第5皇女で、伏見宮邦永親王の妃。生母は松木宗子（敬法門院）。同母兄に東山天皇がいる。名前の読みは「とみこ」とも。旧皇族11宮家全ての最近共通祖先である伏見宮邦家親王は玄孫にあたる。

## 生涯
1676年に霊元天皇の皇女として生まれる。当時の天皇直系の皇女は皇別摂家の妻となるか、世襲親王家の王妃となるかなので、それに従い、1686年（貞享3年）に内親王宣下を受け、1698年（元禄11年）に伏見宮邦永親王と結婚。これは、15世紀に貞成親王の皇子である後花園天皇と貞常親王で長らく別れていた血統を女系で近づけるためである。伏見宮家15代当主の貞建親王、および光子女王をもうけた。また、伏見宮邦永親王は多数の女性との子供がいるが、福子内親王が正室である。